# RP-SMA
Zasugerowano, aby zintegrować ten artykuł z artykułem Złącze SMA. Nie opisano powodu propozycji integracji.

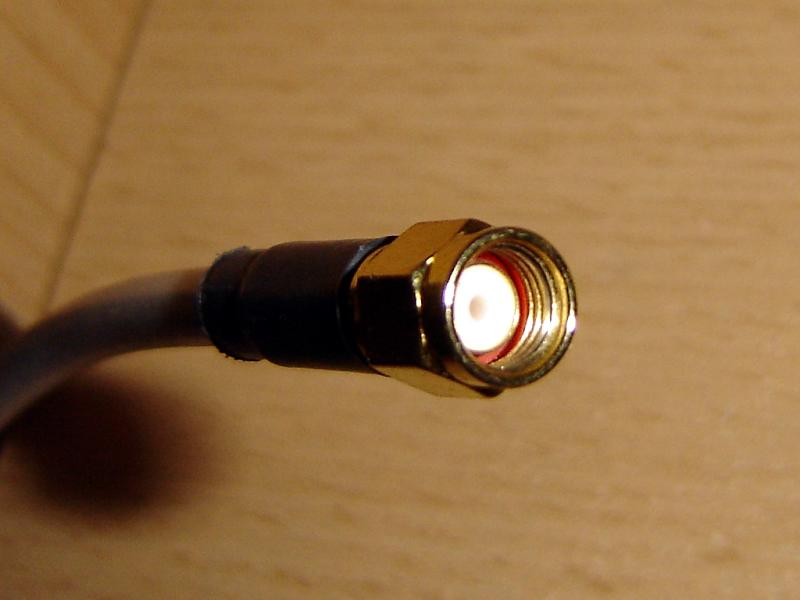
Wtyk RP-SMA (męski)

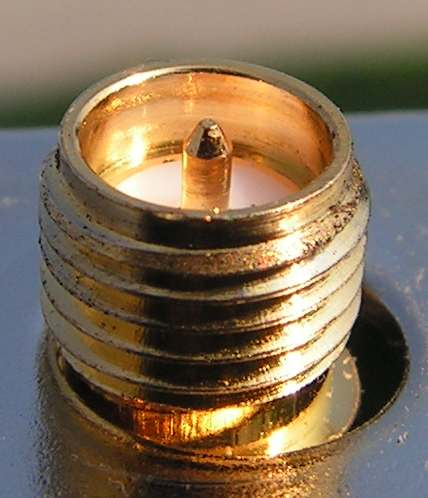
Gniazdo RP-SMA (żeńskie)

RP-SMA (ang. Reverse Polarity SubMiniature version A) – złącze współosiowe stosowane do łączenia urządzeń korzystających z kabli koncentrycznych i przesyłających sygnały wysokiej częstotliwości (do 18 GHz).
Jest ono czasem określane nazwą RSMA. Jego impedancja wynosi 50 Ω. Jest często stosowane w sieciach bezprzewodowych wraz z kablem H155.
Złącze tworzone jest z dwóch elementów – wtyku RP-SMA i gniazda RP-SMA. W przeciwieństwie do złącza SMA, gdzie gniazdo żeńskie ma zewnętrzny gwint oraz wewnętrzną elektrodę wklęsłą (otwór na środku gniazda), gniazdo RP-SMA żeńskie ma zewnętrzny gwint i wewnętrzną elektrodę wypukłą (pręt na środku gniazda). Sytuacja wygląda analogicznie z wtykiem męskim RP-SMA, który ma wewnętrzną elektrodę, identyczną jak żeńskie gniazdo SMA.